# Distrikt Caleta de Carquín
Der Distrikt Caleta de Carquín liegt in der Provinz Huaura in der Region Lima in West-Peru. Der Distrikt wurde am 30. September 1941 gegründet. Er besitzt eine Fläche von 3,41 km². Beim Zensus 2017 wurden 8318 Einwohner gezählt. Im Jahr 1993 lag die Einwohnerzahl bei 4945, im Jahr 2007 bei 6091. Die Distriktverwaltung befindet sich in der 14 m hoch gelegenen Küstenstadt Caleta de Carquín mit 8227 Einwohnern (Stand 2017). Caleta de Carquín liegt 4 km nordnordwestlich der Provinzhauptstadt Huacho.

## Geographische Lage
Der Distrikt Caleta de Carquín liegt an der Pazifikküste südlich der Mündung des Río Huaura im Westen der Provinz Huaura.
Der Distrikt Caleta de Carquín grenzt im Norden an den Distrikt Huaura sowie im Osten und im Süden an den Distrikt Hualmay.